# St. Maternus (Aschbach)

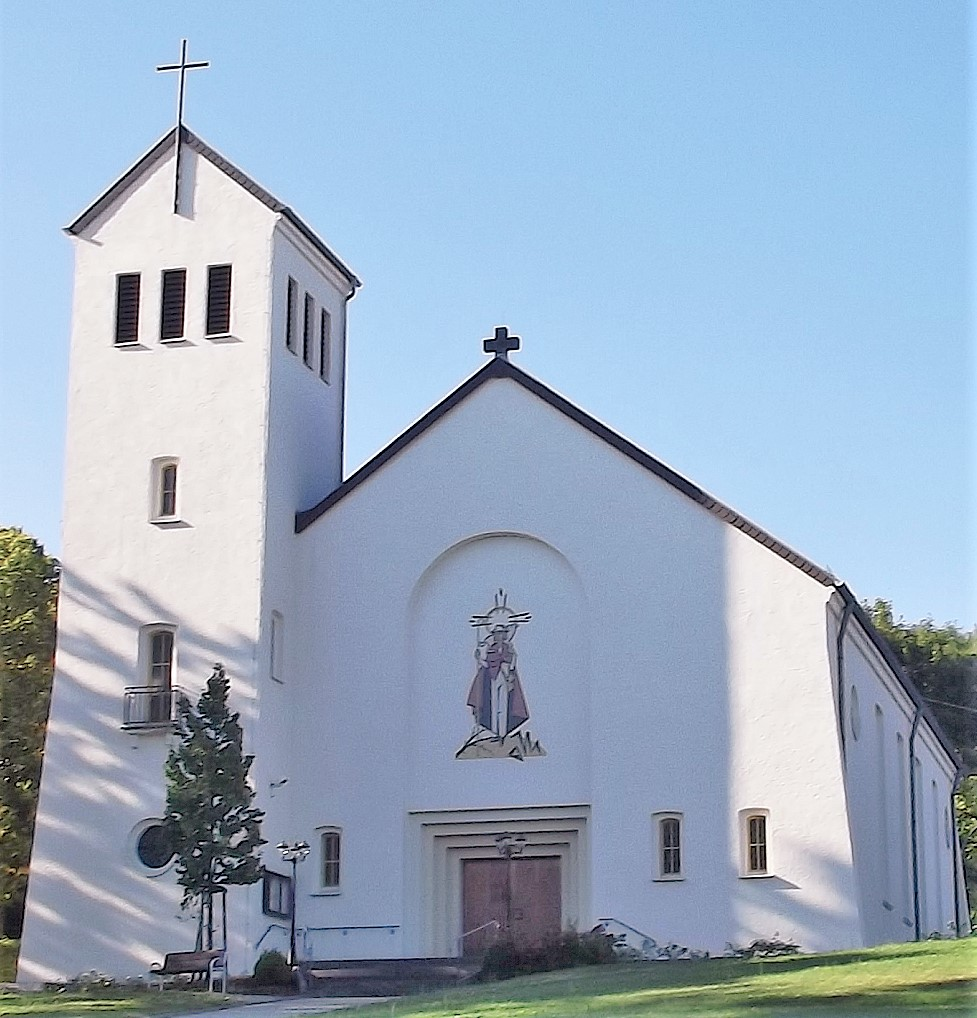
Die Pfarrkirche St. Maternus in Aschbach

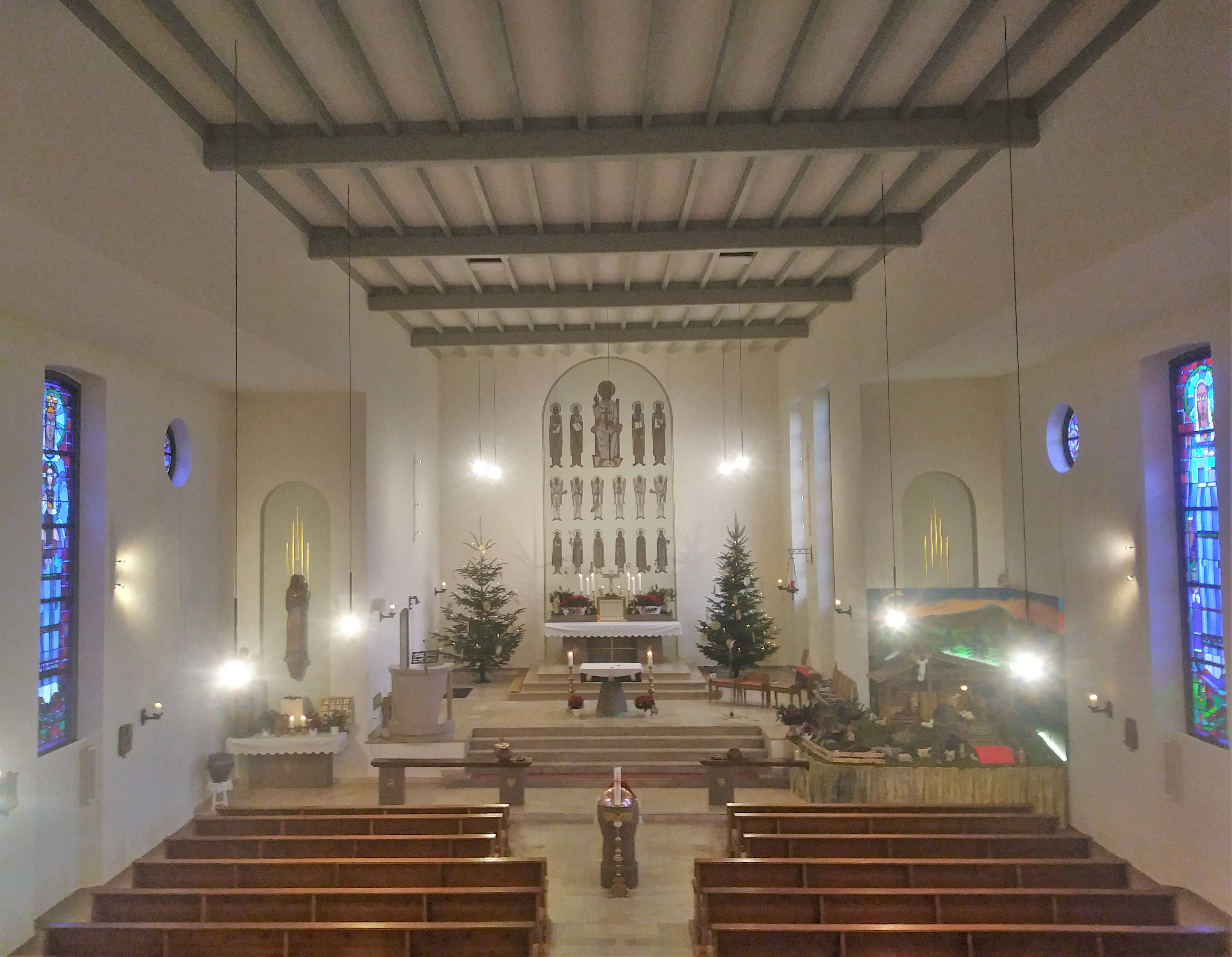
Blick ins Innere der Kirche

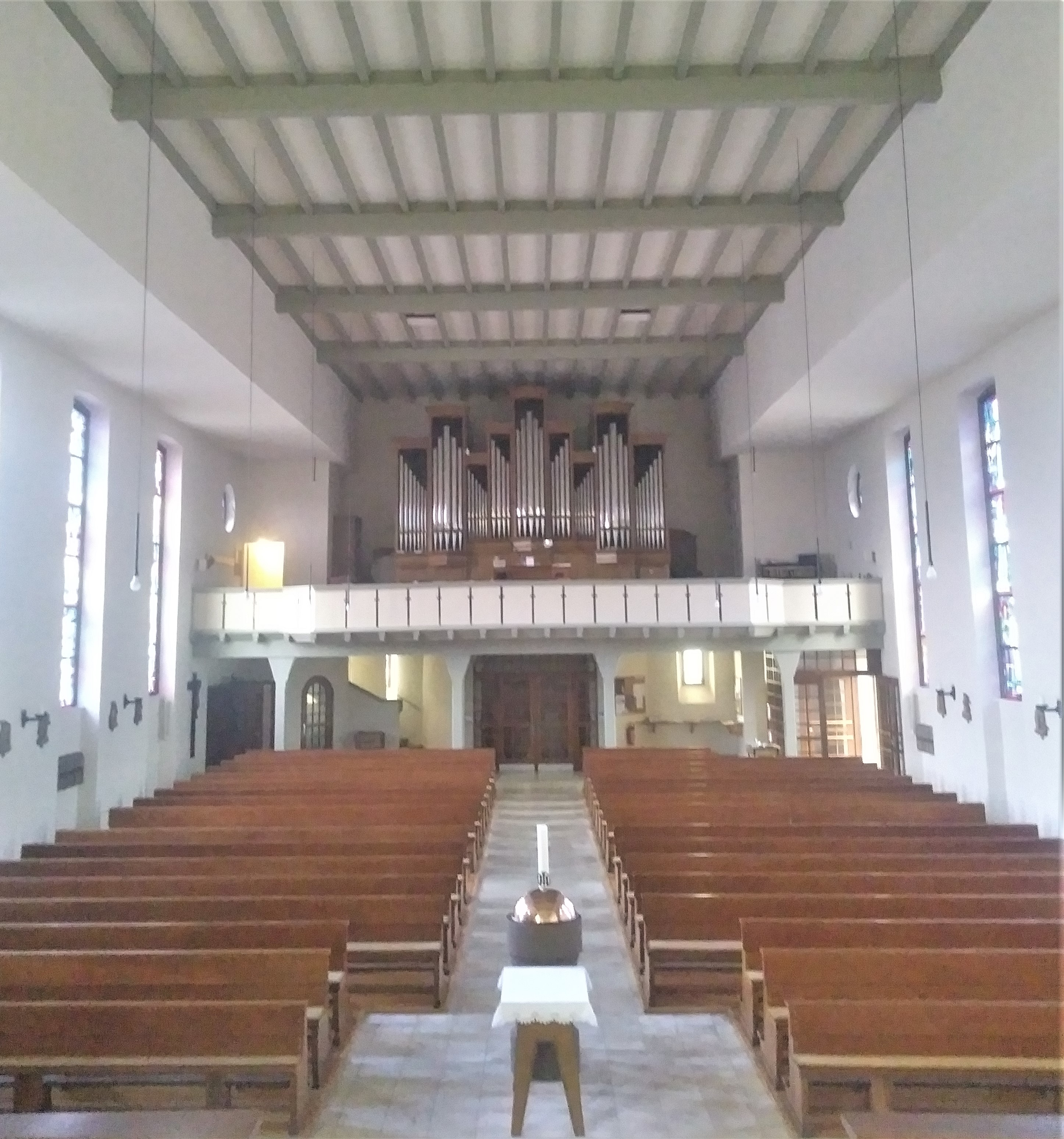
Blick zur Orgelempore

Die Kirche St. Maternus ist eine katholische Pfarrkirche in Aschbach, einem Stadtteil von Lebach im Saarland. Kirchenpatron ist der heilige Maternus, der gemäß Trierer Bischofslisten dritter Bischof von Trier war. In der Denkmalliste des Saarlandes ist die Kirche als Einzeldenkmal aufgeführt.

## Geschichte
Bis zum Bau der heutigen Kirche gab es in Aschbach, das der Pfarrei St. Albanus in Thalexweiler zugeordnet war, kein eigenes Gotteshaus. Im Jahr 1912 gab es erste Bestrebungen sich von Thalexweiler zu lösen und eine selbständige Seelsorgeeinheit mit eigener Kirche zu errichten. Am 8. Dezember 1920  erfolgte die Gründung eines Kirchenbauvereins.
Zum Bau einer Kirche kam es jedoch zunächst nicht. Im Jahr 1930 scheiterte ein erneuter Versuch den Bau in die Wege zu leiten am Streit mit Architekten, und im Jahr 1931 wurde schließlich die bereits erteilte Genehmigung für den Kirchenbau von der Regierungskommission des Saargebietes wieder zurückgezogen.
Unmittelbar nach Ende des Zweiten Weltkrieges wurde im Mai 1945 das Bauvorhaben durch den Kirchenbauverein wieder aufgegriffen, gleichwohl sich das Bistum zunächst gegen den Bau sperrte. Um in Aschbach Gottesdienste abhalten zu können, wurden durch den Kirchenbauverein übergangsweise Räume in der alten Blumschen Papiermühle gemietet und dort eine Notkirche eingerichtet, die am 1. Januar 1946 eingesegnet wurde.
Einige Wochen zuvor, war am 10. Dezember 1945 die Gründung der Vikarie Aschbach durch den Trierer Bischof Franz Rudolf Bornewasser erfolgt. Die Vikarie wurde am 1. April 1946 eine katholische Kirchengemeinde mit eigener Vermögensverwaltung und am 29. September 1950 kam es schließlich zur vollständigen Loslösung von der Pfarrei Thalexweiler.
Für den Bau der Kirche war mit Zustimmung der zuständigen Aufsichtsbehörde ein 2,27 ha großes Gelände durch die Zivilgemeinde Aschbach zur Verfügung gestellt worden, auf dem auch ein Friedhof angelegt werden sollte. In Zusammenarbeit mit Baurat Hoferer (Völklingen) entwarf Architekt Moritz Gombert (Saarbrücken) die Pläne für das Kirchengebäude, die am 6. Oktober 1949 durch die bischöfliche Behörde genehmigt wurden. Am 23. Oktober 1949 wurde der Bauplatz eingeweiht und es erfolgte der erste Spatenstich. Die feierliche Grundsteinlegung wurde am 30. April 1950 durch Dechant Knauf vorgenommen. Das Richtfest konnte bereits am 27. August 1950 gefeiert werden.
Fast die gesamten Bauarbeiten wurden von freiwilligen Helfern getätigt, die u. a. die Fundamente aushoben, das Baumaterial in einem nahe gelegenen Steinbruch brachen und bearbeiteten, den Bausand mahlten und auch das Dach eindeckten. Die Einweihung der Kirche wurde am 16. September 1951 vorgenommen.
In den Jahren 2000 bis 2005 wurde die Kirche einer Außenrestaurierung unterzogen.
2017/2018 wurde die Kirche innen renoviert und dabei sowohl Wände als auch Decke neu gestrichen.

## Architektur und Ausstattung
Das Kirchengebäude besteht aus einem einfachen Langhaus mit abschließendem Chor und einem seitlich angebauten quadratischen Turm. Der Innenraum weist eine flache, mit Holz gestaltete Decke auf.
Zur Ausstattung der Kirche gehören Fenster, die 1950/1951 von Glas- und Wandmaler und Mosaikkünstler Ferdinand Selgrad (Spiesen-Elversberg) in Zusammenarbeit mit seiner Assistentin, der Bildenden Künstlerin Marianne Aatz, geborene Klein (Neunkirchen), entworfen und angefertigt wurden. Acht dieser Fenster, die mit ihren leuchtenden Farben den Innenraum bestimmen, zeigen Szenen aus dem Leben der Muttergottes. Im Chorraum gibt es zwei weitere Fenster, die farblich etwas zurückhaltender gestaltet sind und auch andere Motive aufweisen. Von Selgrad stammt auch das große Fresko über dem Altar an der Rückwand des Chorraumes.
Weitere Ausstattungsgegenstände sind der von Ambrosius Jacob im Jahr 1957 geschaffene Altar aus Sandstein sowie die Seitenaltäre von Ernst Brauner.
Im Turm der Kirche befindet sich ein Geläut aus vier Glocken, das im September 1955 angeschafft wurde.

## Orgel

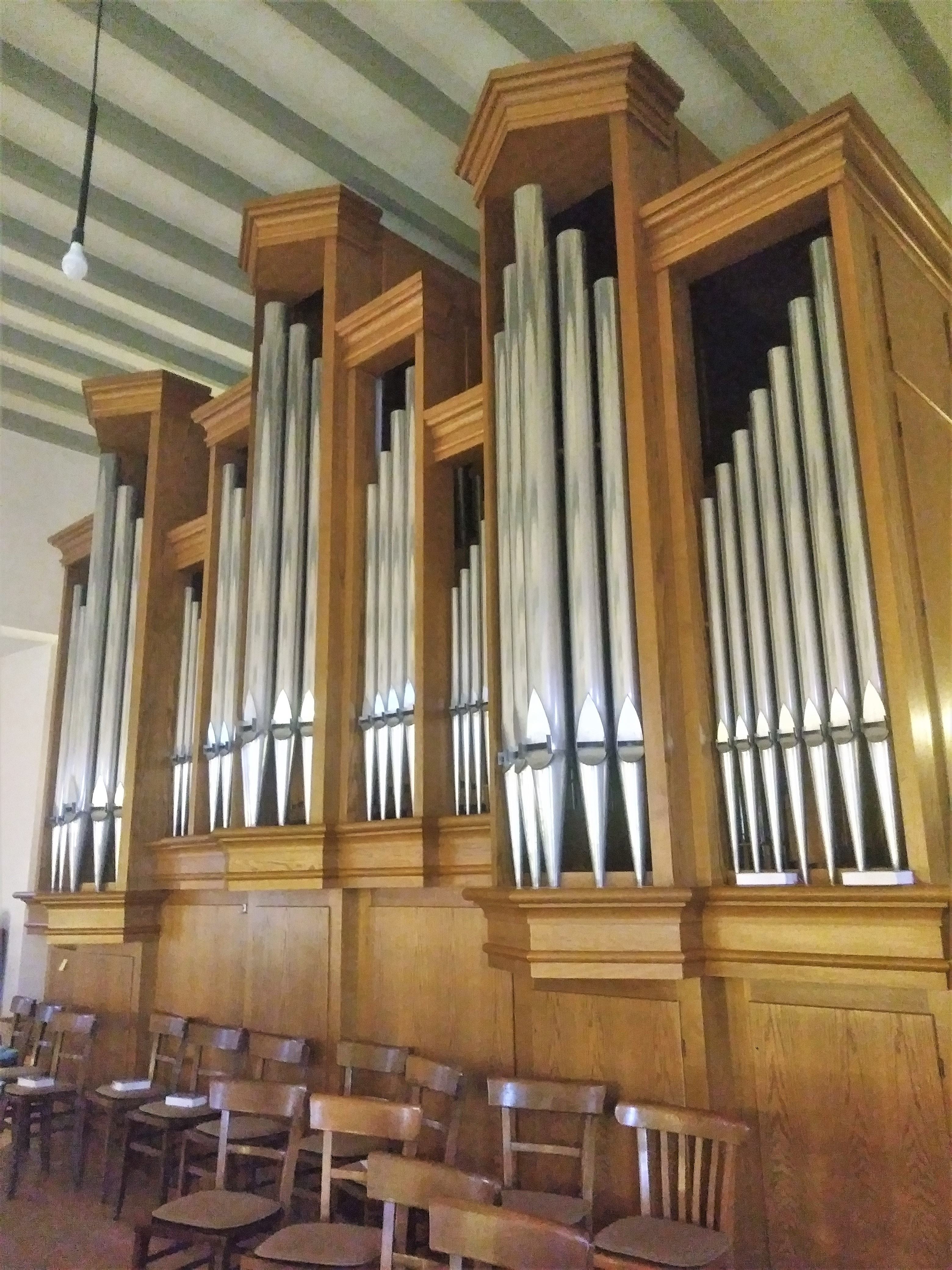
Prospekt der Mayer-Orgel

Die erste Orgel der Kirche war ein Instrument aus dem Jahr 1929, das 1958 von der Benediktinerabtei Tholey erworben wurde und bis Ende der 1980er Jahre in Gebrauch war.
In den Jahren 1987 bis 1989 wurde von der Firma Hugo Mayer (Heusweiler) eine neue Orgel erbaut. Das auf einer Empore aufgestellte Schleifladen-Instrument verfügt über 21 Register, verteilt auf zwei Manuale und Pedal. Die Spieltraktur ist mechanisch, die Registertraktur elektrisch. Die Disposition lautet wie folgt:
| I Hauptwerk C–g3 |           |       |
| 1.               | Bourdon   | 16′   |
| 2.               | Principal | 8′    |
| 3.               | Rohrflöte | 8′    |
| 4.               | Octave    | 4′    |
| 5.               | Quinte    | 2 ⁄3′ |
| 6.               | Waldflöte | 2′    |
| 7.               | Mixtur IV | 2′    |
| 8.               | Trompete  | 8′    |

| II Schwellwerk C–g3 |             |        |
| 9.                  | Gedeckt     | 8′     |
| 10.                 | Salicional  | 8′     |
| 11.                 | Blockflöte  | 4′     |
| 12.                 | Nazard      | 2 ⁄3′  |
| 13.                 | Principal   | 2′     |
| 14.                 | Terz        | 1 3⁄5′ |
| 15.                 | Scharff III | 1′     |
| 16.                 | Hautbois    | 8′     |
|                     | Tremulant   |        |

| Pedal C–f1 |            |     |
| 17.        | Subbaß     | 16′ |
| 18.        | Octavbaß   | 8′  |
| 19.        | Gedecktbaß | 8′  |
| 20.        | Choralbaß  | 4′  |
| 21.        | Fagott     | 16′ |

- Koppeln: II/I, I/P, II/P
- Spielhilfen: 2 freie Kombinationen, Zungeneinzelabsteller

## Bildergalerie der Kirche vor der Innenrenovierung 2017/18

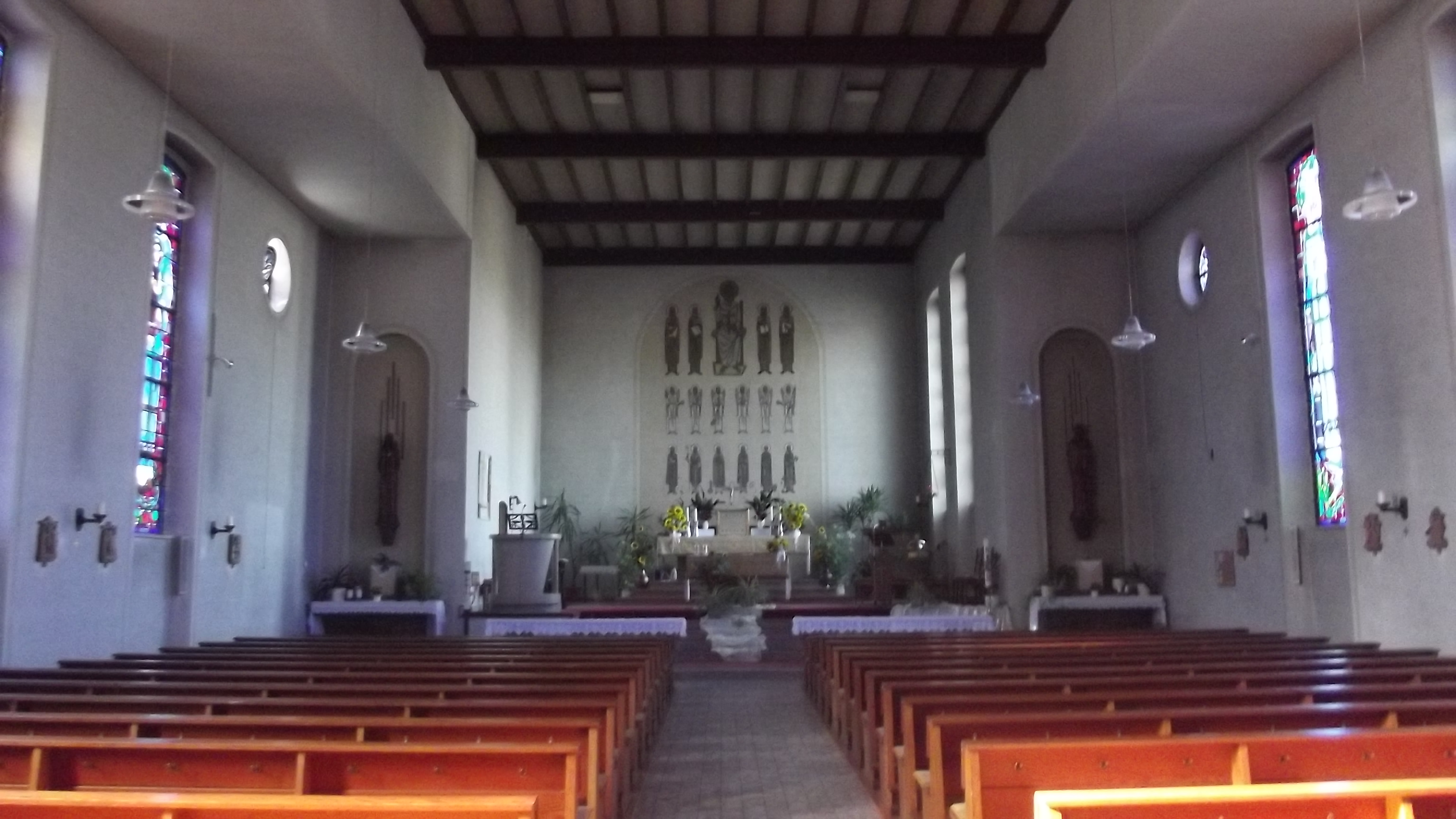
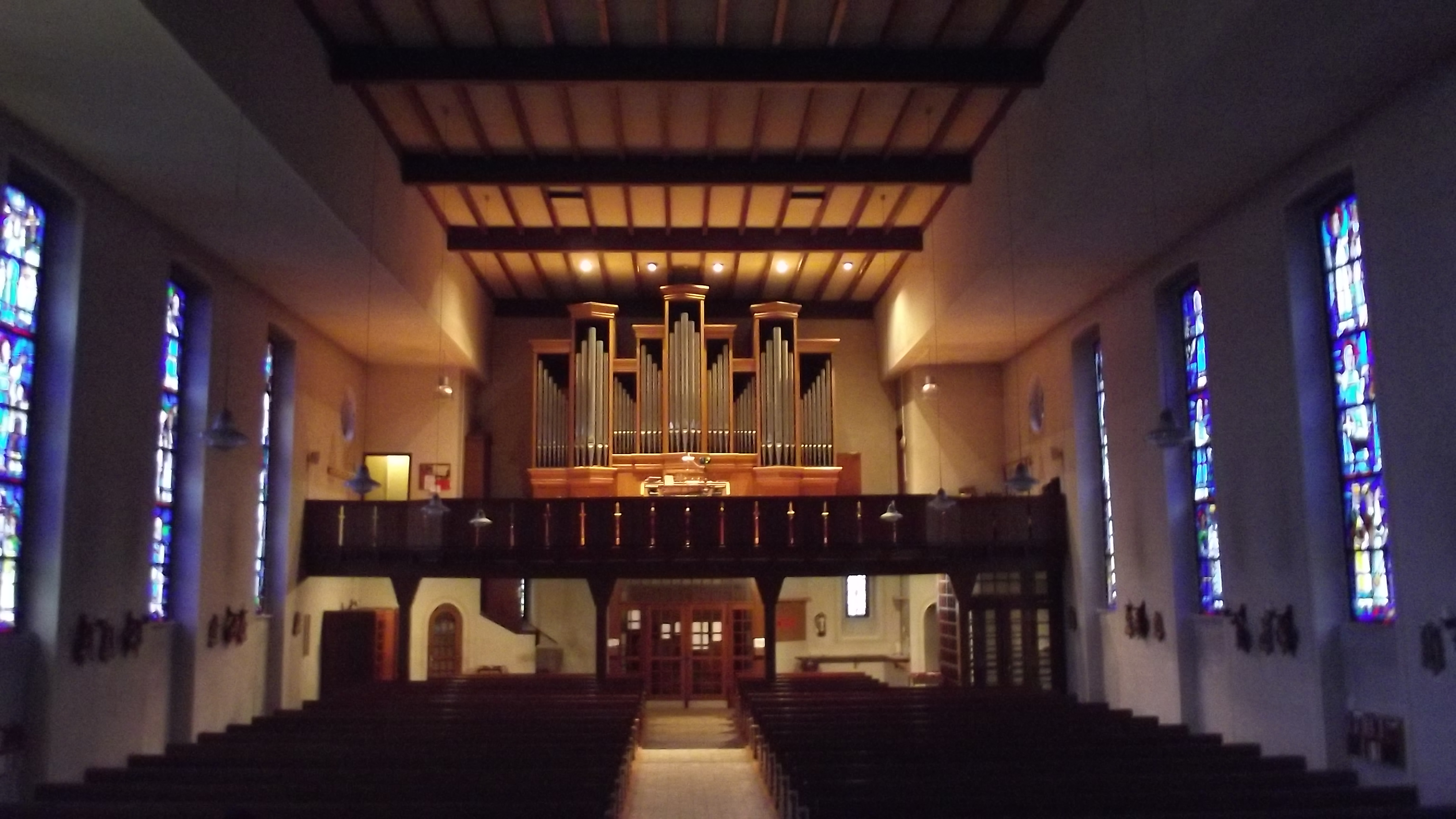
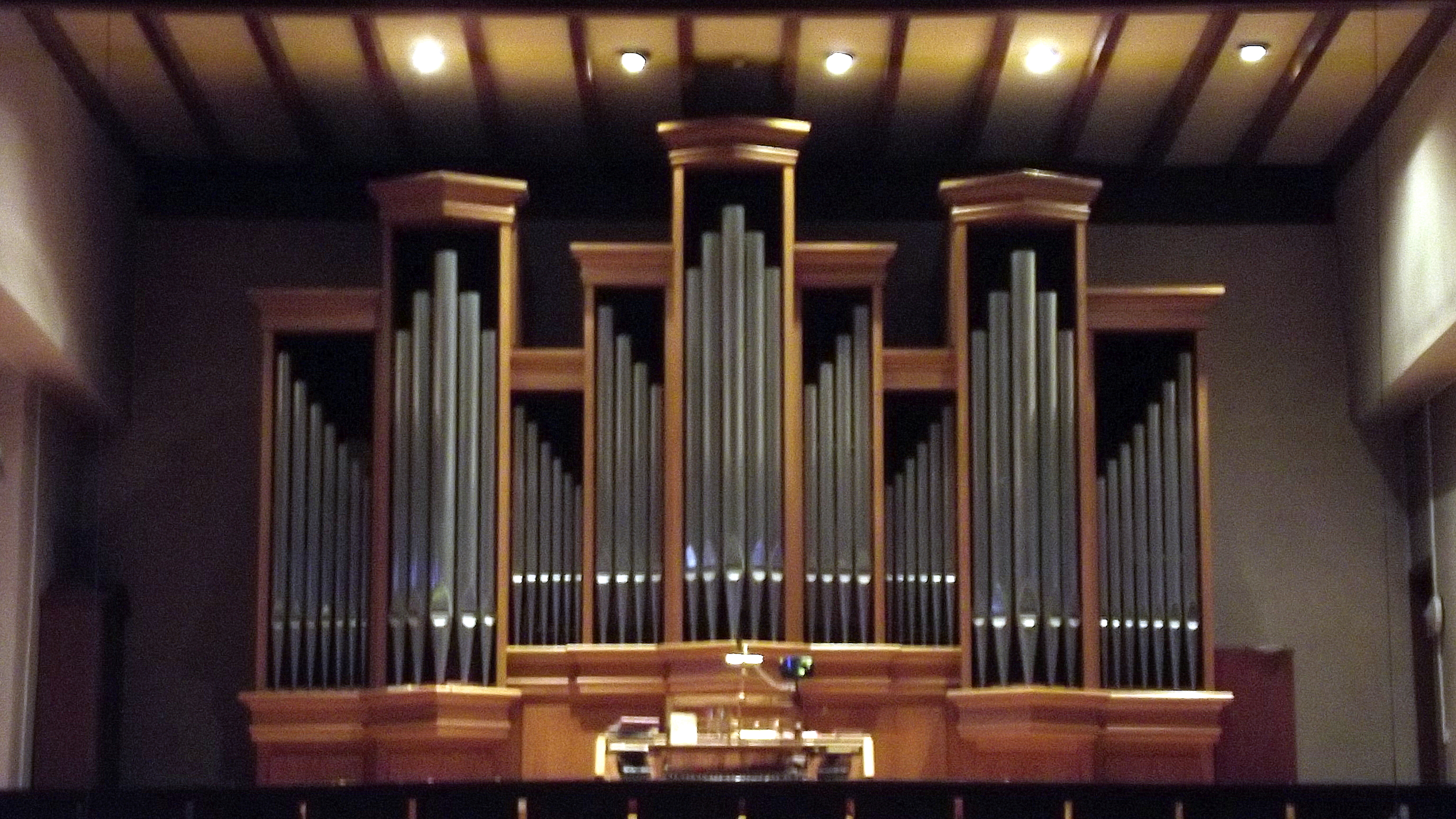